# Einsame Spitze
Einsame Spitze ist das erste bundesrepublikanische und insgesamt zweite Album von Gerhard Gundermann. Bei der Studioarbeit stützte er sich auf Silly-Mitglieder.

## Veröffentlichte Versionen
Das Album wurde 1992 als CD, MC und LP veröffentlicht. Die CD enthält 14 Titel, von denen Dickes Ende und Terminator II (RAF-Musik) auf den ursprünglich produzierten B-Seiten fehlen. Das schwarz-weiße Frontcover zeigt Gundermann vor einem Kohlebagger, der besonders gut auf der MC zu erkennen ist. Ute Mahler schoss dieses Foto und auch das des Großgeräts auf der Rückseite auf den Hüllenrückseiten der beiden runden Tonträger. Bogomil J. Helm gestaltete die drei Werkversionen.
Das Label brachte Anfang 2025 das Album zusammen mit dem nachfolgenden Der 7te Samurai als Doppel-LP heraus. Sie ist äußerlich komplett umgestaltet und enthält alle Titel.

## Zusammenarbeit mit Silly
Als die Band Silly mit ihrem bisherigen Texter Werner Karma gebrochen hatte, hatte sie in Gundermann für das Album Februar kurzfristig Ersatz gefunden. Aus dieser Zusammenarbeit war Dankbarkeit ihm gegenüber entstanden, die sich vor allem in der Unterstützung bei den Albumproduktionen von Einsame Spitze und auch noch Der 7te Samurai äußerte.
Gundermann brachte Texte und musikalische Ideen ein, die Uwe Hassbecker und Rüdiger Barton von Silly weitersponnen und arrangierten. Diese spielten in den Kramer & Schreier Studios in Berlin-Wilhelmshagen mit der Rhythmusgruppe ihrer Band, bestehend aus Herbert Junck am Schlagzeug und Hans-Jürgen Reznicek am Bass, die Lieder ein, die Gundermann sang. Aufnahme und Mastering lag bei Lothar „Paule“ Kramer. Abweichungen in Details von dieser allgemein beschriebenen Vorgehensweise sind in der folgenden Titelliste aufgeführt.
Conny Gundermann erinnerte sich als Gerhards Witwe, dass die Studioarbeit „Gundi großen Spaß gemacht hat und […] zum Träumen verleitete. Zu dem Traum, vielleicht könnte er gemeinsam mit den Jungs von ‚Silly‘ auf Tour gehen?“ Diese Hoffnung zerschlug sich spätestens, als am Vorabend vor dem ersten Fernsehauftritt für das Album Hassbecker im Namen der Band telefonisch absagte, da Silly-Sängerin Tamara Danz dagegen sei. So suchte sich Gundermann kurzfristig Ersatz, woraus sich dann seine Begleitband Seilschaft entwickelte.

## Lieder

### Titelliste
| Nummer | Nummer | Nummer    | Titel                    | Länge [min] | Musik                          | Besonderheiten |
| CD     | MC/LP  | Doppel-LP | Titel                    | Länge [min] | Musik                          | Besonderheiten |
| ------ | ------ | --------- | ------------------------ | ----------- | ------------------------------ | --- |
| 1      | A1     | A1        | Terminator I             | 3:02        | Gundermann, Hassbecker, Barton | mit Frank Hultzsch (Posaune), Ferry Grott (Trompete), Frank Klebbé (Alt- und Baritonsaxophon); Bläser arrangiert von Hultzsch |
| 2      | A2     | A2        | Einsame Spitze           | 3:26        | Wilkendorf                     | Text von Jörg Wilkendorf statt Gundermann                                                                                     |
| 3      | A3     | A3        | Blau und blau            | 3:12        | Gundermann, Barton, Hassbecker | — |
| 4      | A4     | A4        | Nach Haus                | 3:20        | Gundermann, Hassbecker, Barton | — |
| 5      | A5     | A5        | Grüne Armee              | 3:22        | Gundermann                     | — |
| 6      | A6     | A6        | Brigitta                 | 1:58        | Gundermann                     | aufgenommen auf der Frankfurter Allee                                                                                         |
| 7      | A7     | A7        | Gras II                  | 2:42        | Gundermann, Barton             | mit Andreas Bicking am Sopransaxophon                                                                                         |
| 8      | B1     | B1        | Alle oder keiner         | 3:57        | Young                          | Cover von Rockin’ in the Free World                                                                                           |
| 9      | B2     | B2        | Kann mich nicht erinnern | 4:30        | Gundermann, Hassbecker, Barton | — |
| 10     | B3     | B3        | Soll sein                | 4:49        | Hassbecker, Gundermann         | — |
| 11     | —      | B4        | Dickes Ende              | 1:09        | Gundermann                     | aufgenommen auf dem Gendarmenmarkt                                                                                            |
| 12     | —      | B5        | Terminator II (RAF-Mix)  | 1:26        | Gundermann, Hassbecker, Barton | mit Frank Hultzsch (Posaune), Ferry Grott (Trompete), Frank Klebbé (Alt- und Baritonsaxophon); Bläser arrangiert von Hultzsch |
| 13     | B4     | B6        | Gras                     | 2:42        | Gundermann                     | — |
| 14     | B5     | B7        | Komm nicht zu spät       | 3:08        | Mischke, Gundermann            | mit Jörg Mischke (Piano) |

### Trivia
- Die Bläsergruppe bei den Terminator-Versionen spielte bei Die Zöllner.[7] Der Texter und Komponist von Einsame Spitze Jörg Wilkendorf und der Mitkomponist und Pianist bei Komm nicht zu spät Jörg Mischke waren Teil der vorherigen Gundermann-Begleitband Die Wilderer.[2]
- Blau und blau sang Gundermann vorher auch als Cover von Scarborough Fair, bekannt durch Simon & Garfunkel,[8] und Brigitta als Cover von The Downeaster ‘Alexa’ von Billy Joel[9].
- Zu Brigitta und Dickes Ende existieren weitere Strophen, die nicht in das Album aufgenommen wurden.[7][10][11][12]
- Zu Alle oder keiner existiert ein Musikvideo. Das Bildmaterial entstand im Wesentlichen bei Studioaufnahmen und bei einem Konzert mit der Seilschaft in einer Tagebaulandschaft. Es befindet sich auf den DVDs zu den Konzerten mit der Seilschaft im Tränenpalast und zusätzlich mit Silly Unplugged im Lindenpark sowie auf Auswahl 1 – Alle oder keiner.

## Rezeption
In der Jungen Welt wurde das Album dem früheren Gundermann der DDR gegenübergestellt: Was „so gut nach Revolution roch, klingt nun fast ein wenig nach Wut und Trauer, auch Haß.“ Zudem fehle Hoffnung. So darauf angesprochen bestätigte Gundermann, dass er pessimistischer geworden sei, sah aber weder Wut noch Hass bei sich. Andreas Körner in den Dresdner Neueste Nachrichten lobte hingegen, dass es eben keine „vergnatzte Ossi-Platte“ sei. Er betonte aber vor allem die hohe musikalische Qualität.